# Драшко Сикимић
Драшко Сикимић је поета и прозни писац. Рођен је 22. марта 1984. године у Љубињу.

## Биографија
Основну и средњу школу завршио је у Љубињу. Замјеник је главног и одговорног уредника на порталу Моја Херцеговина.

## Књижевни рад
До сада је објавио три збирке поезије: Смотуљци (2016), Огреботине (2017), Моје кости уједају (2018); као и два романа: Чвор на омчи (2019) и Катарина (2020).
Роман Чвор на омчи био је у ужем избору за НИН-ову награду 2019. године, а роман Катарина нашао се у ужем избору за Виталову награду.